# Quertal
Als Transversal- oder Quertal wird ein Gebirgstal bezeichnet, das im Wesentlichen quer zu den Hauptrichtungen der Gebirgskämme verläuft. Sein geomorphologisches Gegenstück ist das Längstal.
Im Gesamtverlauf eines längeren Tales können beide Formen auch miteinander wechseln.
Geologisch stellen Quertäler häufig ein Durchbruchstal dar, wo sich im Laufe der Erdgeschichte die Erosion eines Flusses oder wasserreichen Baches einen Durchgang durch einen tektonisch quergestellten Gebirgszug verschafft hat.
Das Val de Travers im Jura-Gebirge ist im Gegensatz zu seinem Namen ein Längstal.